# Kanton Scey-sur-Saône-et-Saint-Albin
Scey-sur-Saône-et-Saint-Albin is een kanton van het Franse departement Rhône. Het kanton maakt deel uit van het arrondissement Vesoul.

## Gemeenten
Het kanton Scey-sur-Saône-et-Saint-Albin omvatte tot 2014 de volgende 26 gemeenten:
- Aroz
- Baignes
- Bourguignon-lès-la-Charité
- Boursières
- Bucey-lès-Traves
- Chantes
- Chassey-lès-Scey
- Chemilly
- Clans
- Ferrières-lès-Scey
- Grandvelle-et-le-Perrenot
- Lieffrans
- Mailley-et-Chazelot
- Neuvelle-lès-la-Charité
- Noidans-le-Ferroux
- Ovanches
- Pontcey
- Raze
- Rosey
- Rupt-sur-Saône
- Scey-sur-Saône-et-Saint-Albin (hoofdplaats)
- Traves
- Velleguindry-et-Levrecey
- Velle-le-Châtel
- Vy-le-Ferroux
- Vy-lès-Rupt

Na de herindeling van de kantons door het decreet van 17 februari 2014, met uitwerking op 22 maart 2015, omvatte het kanton 47 gemeenten.
Op 15 december 2012 werden de gemeenten Greucourt, Le Pont-de-Planches en Vezet samengevoegd tot de fusiegemeente (commune nouvelle) La Romaine.
Op 1 januari 2019 werden de gemeenten Motey-sur-Saône en Seveux samengevoegd tot de fusiegemeente (commune nouvelle) Seveux-Motey.
Sindsdien omvat het kanton volgende 44 gemeenten :
- Aroz
- Baignes
- Les Bâties
- Beaujeu-Saint-Vallier-Pierrejux-et-Quitteur
- Bourguignon-lès-la-Charité
- Boursières
- Bucey-lès-Traves
- Chantes
- La Chapelle-Saint-Quillain
- Chassey-lès-Scey
- Chemilly
- Clans
- Étrelles-et-la-Montbleuse
- Ferrières-lès-Scey
- Frasne-le-Château
- Fresne-Saint-Mamès
- Fretigney-et-Velloreille
- Grandvelle-et-le-Perrenot
- Lieffrans
- Mailley-et-Chazelot
- Mercey-sur-Saône
- Neuvelle-lès-la-Charité
- Noidans-le-Ferroux
- Oiselay-et-Grachaux
- Ovanches
- Pontcey
- Raze
- La Romaine
- Rosey
- Rupt-sur-Saône
- Saint-Gand
- Sainte-Reine
- Scey-sur-Saône-et-Saint-Albin
- Seveux-Motey
- Soing-Cubry-Charentenay
- Traves
- Vaux-le-Moncelot
- Velle-le-Châtel
- Velleguindry-et-Levrecey
- Vellemoz
- Vellexon-Queutrey-et-Vaudey
- La Vernotte
- Vy-le-Ferroux
- Vy-lès-Rupt